# Ben Kweller
Benjamin "Ben" Lev Kweller, född 16 juni 1981 i San Francisco, Kalifornien är en amerikansk sångare.

## Biografi
Ben Kweller föddes som Benjamin Lev Kweller 16 juni 1981 i San Francisco. 1982 flyttade familjen till Emory, Texas och år 1986 flyttade familjen till den litt större staden Greenville, Texas. 1993 bildade han, tillsammans med John Kent, bandet Radish. När Kweller var 15 år fick Radish sitt första skivkontrakt med Mercury Records. Bandet släppte 1997 albumet Restraining Bolt och spelade 1998 in en uppföljare. Skivan fick arbetsnamnet Discount Fireworks men döptes om till Sha Sha. Skivan släpptes dock aldrig och Mercury Records sa upp kontraktet. 
Vid 19 års ålder flyttade han till New York där han påbörjade sin solokarriär. På eget skivbolag släppte han fyra EP:s. 2001 fick Kweller kontrakt med ATO Records och släppte EP:n "Phone Home". Året därpå gavs hans första album som soloartist med titeln Sha Sha ut, en tydlig referens till forna Radish. 
2003 turnerade Kweller tillsammans med Ben Folds och Ben Lee under namnet The Bens. Året därpå släpptes uppföljaren till solodebuten, On My Way och 2006 släpptes det tredje albumet Ben Kweller.

## Diskografi

### Album
- 2002 – Sha Sha
- 2004 – On My Way
- 2006 – Ben Kweller
- 2009 – Changing Horses
- 2012 – Go Fly a Kite
- 2019 – Circuit Boredom

### EP
- 1990 – Melange
- 2000 – Sha Sha
- 2000 – Bromeo
- 2000 – Freak Out, It's Ben Kweller
- 2001 – EP Phone Home
- 2006 – Sundress

### Singlar
- 2002 – "Wasted & Ready"
- 2003 – "Commerce, TX"
- 2003 – "Falling"
- 2004 – "The Rules"
- 2006 – "Sundress"
- 2006 – "Penny On The Train Track"
- 2009 – "Sawdust Man"
- 2012 – "Jealous Girl"
- 2012 – "Mean To Me"
- 2019 – "Heart Attack Kid"
- 2019 – "Carelesss"
- 2020 – "Starz"